# Episodi de L'ora di Agatha Christie
La serie è composta da un'unica stagione di 10 episodi, trasmessi in Gran Bretagna dal 7 settembre al 16 novembre 1982 sulla rete ITV.
In Italia è andata in onda a partire dal 28 febbraio 1985 ogni giovedì sera su Rai 1, senza mantenere l'ordine cronologico degli episodi. La successiva pubblicazione in DVD da parte di Malavasi Editore nel 2009 ha ripristinato l'ordine corretto ma modificato i titoli di alcune puntate, riprendendo i titoli originali, dei racconti pubblicati dalla Mondadori.
| Titolo originale                     | Titolo italiano (TV)                  | Titolo italiano (DVD)          | Prima TV UK       | Prima TV Italia  |
| ------------------------------------ | ------------------------------------- | ------------------------------ | ----------------- | ---------------- |
| The Case of the Middle-Aged Wife     | Parker Pyne e la signora di mezza età | La moglie di mezz'età          | 7 settembre 1982  | 4 aprile 1985    |
| In a Glass Darkly                    | Al buio in uno specchio               | In uno specchio scuro          | 14 settembre 1982 | 11 aprile 1985   |
| The Girl in the Train                | La ragazza del treno                  | La ragazza del treno           | 21 settembre 1982 | 14 marzo 1985    |
| The Fourth Man                       | Il quarto passeggero                  | Il quarto uomo                 | 28 settembre 1982 | 18 aprile 1985   |
| The Case of the Discontented Soldier | Parker Pyne e il maggiore in congedo  | Il militare scontento          | 5 ottobre 1982    | 2 maggio 1985    |
| Magnolia Blossom                     | Magnolia in fiore                     | Fiore di magnolia              | 12 ottobre 1982   | 21 marzo 1985    |
| The Mystery of the Blue Jar          | Il mistero del vaso blu               | Il mistero del vaso azzurro    | 19 ottobre 1982   | 25 aprile 1985   |
| The Red Signal                       | La luce rossa                         | Il segnale rosso               | 2 novembre 1982   | 7 marzo 1985     |
| Jane in Search of a Job              | Jane in cerca di un lavoro            | In cerca di un lavoro          | 9 novembre 1982   | 28 marzo 1985    |
| The Manhood of Edward Robinson       | L'avventura di Edward Robinson        | L'ardimento di Edward Robinson | 16 novembre 1982  | 28 febbraio 1985 |